# Republic P-43 Lancer
Republic P-43 Lancer — американський винищувач часів Другої світової війни.

## Історія проекту
Фірма Seversky Aircraft Company, яка у 1939 році змінила назву на Republic Aviation, на базі літака Seversky P-35 за власною ініціативою розробила ряд моделей літаків, оснащених різними двигунами. Серед них був літак AP-4. У травні 1939 року армія зацікавилась літаком і видала замовлення на побудову 13 передсерійних літаків, присвоївши йому індекс YP-43.
Це був суцільнометалевий низькоплан, оснащений двигуном Pratt & Whitney R-1830-35 потужністю 1 200 к.с., оснащеним турбокомпресором. Установка турбокомпресора дозволила збільшити стелю та швидкість літака порівняно з P-35. Озброєння складалось з двох синхронних 12,7-мм кулеметів та двох 7,62-мм кулеметів, розміщених у крилах.
Літаки були поставлені замовнику в період з вересня 1940 по квітень 1941 року. Виходячи з досвіду війни в Європі швидкість набору висоти та маневреність літака вже були недостатніми. Також дітак не мав жодного бронювання та захисту паливних баків. Але оскільки двигун Pratt & Whitney R-2800 для ще одного літака фірми, Republic P-47 Thunderbolt, був неготовий, то щоб завантажити виробничі потужності, було вирішено запустити літак у виробництво. Армія замовила 54 літаки, які були поставлені з травня по серпень 1941 року.
Оскільки P-47 все ще не був готовий для запуску у серійне виробництво, армія замовила 80 літаків, оснащених двигуном Pratt & Whitney R-1830-49. Озброєння було підсилене і складалось з чотирьох 12,7-мм кулеметів. Літак отримав позначення P-43A.

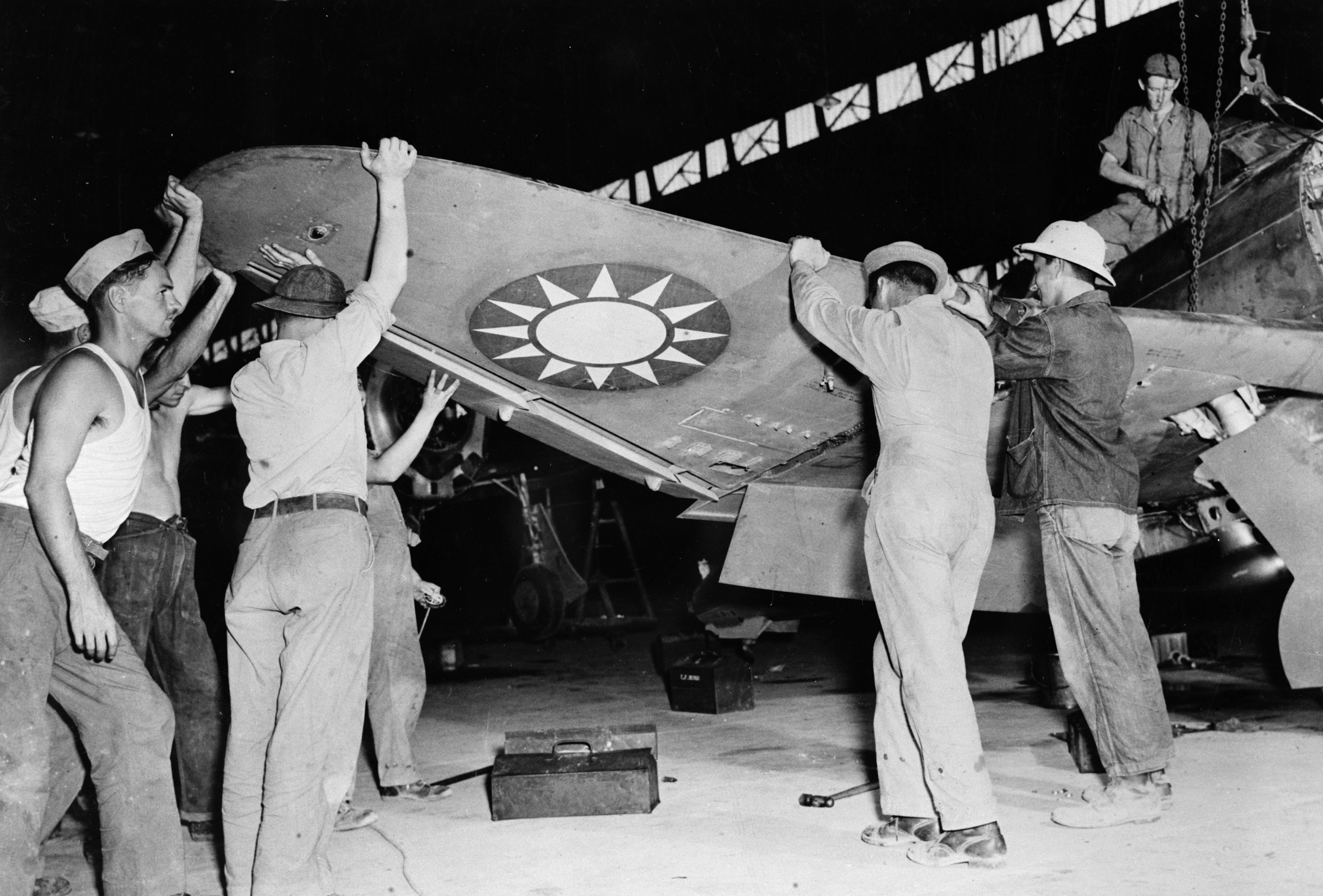
P-43 у складі китайських ВПС

30 червня 1941 року було видане замовлення на виготовлення 125 літаків для ВПС Китаю. На літаку встановлювався двигун Pratt & Whitney R-1830-59, всі 4 кулемети розміщувались в крилах. Було встановлене часткове бронювання кабіни пілота та захист паливних баків. Передбачалась можливість встановлення додаткового паливного бака ємністю 189 л, а також підвіски однієї 91-кг або шести 9-кг бомб.
Літак отримав позначення P43A-1. В Китай було поставлено 108 машин. Проте через погану маневреність та недостатній захист паливних баків у складі китайських ВПС літак не здобув значних успіхів. Він експлуатувався до 1943 року.
Армія США розглядала літак P-43 як проміжний та непридатний для участі у бойових діях, тому жоден з них не брав участь у бойових діях. Всі вони використовувались як навчальні, їм було присвоєне позначення RP-43, де буква R означала «непридатний для військового використання» (англ. Restricted from combat).
У 1942 році всі вцілілі літаки були переобладнані у фоторозвідники. Фотокамери розміщувались у задній частині фюзеляжу. Літак отримав позначення P-43B. Таким чином було переобладнано 150 літаків. Декілька літаків мали трохи інакше фотообладнання, тому вони отримали позначення P-43C (2 екз.) та P-43D (6 екз.).
В серпні 1942 року 8 літаків P-43B були передані ВПС Австралії, де експлуатувались до квітня 1943 року. Два літаки загинули, решта були повернуті у США. У бойових діях вони участі не брали.
У 1943 році літаки P-43 були зняті з озброєння.

## Тактико-технічні характеристики (P-43A)

### Технічні характеристики
- Екіпаж: 1 чоловік
- Довжина: 8,70 м
- Висота: 4,27 м
- Розмах крил: 10,97 м
- Площа крил: 21,72 м²
- Маса порожнього: 2 600 кг
- Маса спорядженого: 3 600 кг
- Двигун: Pratt & Whitney R-1830-49
- Потужність: 1 200 к. с.

### Льотні характеристики
- Максимальна швидкість: 573 км/г
- Крейсерська швидкість: 450 км/г
- Практична дальність: 2 333 км
- Практична стеля: 10 973 м

### Озброєння
- 4 × 12,7 мм кулемети Browning M2

## Варіанти
- YP-43 — передсерійний варіант (13 екз.)
- P-43 — перший серійний варіант (54 екз.)
- P-43A — другий серійний варіант з чотирма 12,7-мм кулеметами (80 екз.)
- P-43A-1 — варіант для ВПС Китаю з частковим бронюванням та захистом паливних баків (125 екз.)
- P-43B — конверсія P-43A у фоторозвідник (150 машин переобладнано)
- P-43C — конверсія P-43A у фоторозвідник (2 машини переобладнано)
- P-43D — конверсія P-43A у фоторозвідник (6 машин переобладнано)
- P-43E — проект фоторозвідника з двигуном Pratt & Whitney R-1830-47